# École Tachkemoni (Anvers)
L'École Tachkemoni d'Anvers en Belgique est une école privée fondée par le grand-rabbin d'Anvers Moshe Avigdor Amiel en 1920. C'est une école juive religieuse orthodoxe moderne, basée sur le sionisme religieux.

## Histoire
L' École Tachkemoni d'Anvers ouvre ses portes en 1920. Elle est fondée par le grand-rabbin d'Anvers Moshe Avigdor Amiel, l'année de son arrivée à Anvers. Il deviendra plus tard, en 1935, le grand-rabbin de Tel-Aviv.
Le nom de l'école est basé sur un verset de la Bible hébraïque, dans Samuel II, 23, verset 8: "Voici les noms des vaillants guerriers de David: Yocheb-Bachébeth, le Tahkémonite, chef de la garde, le même qui, en une seule rencontre, tua huit cents hommes avec sa lance."
La première École Tachkemoni est fondée à Tel-Aviv en 1905 et à Jérusalem, en 1909. La création de ces écoles créent une opposition car elles offrent à la fois des études séculaires et religieuses. Elles vont devenir le bastion du sionisme religieux. À Cracovie en Pologne, le Tachkemoni, appelé le Gymnasium Mizrachi ouvre ses portes en 1927 et est localisé au 26 Miodowa depuis 1931,. En 1945, c'est un refuge pour les survivants de la Shoah.
En 1920, un séminaire rabbinique Tachkemoni est mis en place à Varsovie en Pologne. À Varsovie, l'école Tachkemoni est dirigée par le rabbin Moshe Soloveitchik, le père du rabbin Joseph B. Soloveitchik (1903-1993), illustre rabbin orthodoxe américain, talmudiste et philosophe.
Il y a également une Organisation Tachkemoni d'Allemagne à Francfort-sur-le-Main en Allemagne.
Menahem Begin étudie au Tachkemoni de Brest, aujourd'hui en Biélorussie.
À Anvers, les études séculaires se font en néerlandais et les études religieuses en hébreu moderne עִבְרִית / ivrit). Les classes vont du jardin d'enfant à l'école secondaire.

## Adresse
École Tachkemoni d'Anvers
Lange Leemstraat 313, Anvers 2018 Belgique,